# Ісса Сі
Ісса Сі (фр. Issa Sy, нар. 22 липня 1984) — сенегальський футбольний арбітр.

## Кар'єра
Працював на таких міжнародних змаганнях :
- Юнацький кубок африканських націй 2019 (1 матч)
- Кубок африканських націй  2019 (1 матч)
- Кубок африканських націй 2021[2]
- Молодіжний чемпіонат світу з футболу 2023 (2 матча)